# (28179) 1998 WR1
1998 دابليو أر 1 (ويعرف أيضًا باسم (28179) 1998 دابليو أر 1 وفق تسمية الكوكب الصغير) (بالإنجليزية: 1998 WR1)‏؛ هو كويكب ضمن حزام الكويكبات.
اكتُشف هذا الجُرم الفلكي بواسطة تاكاو كوباياشي في 18 نوفمبر 1998، وترتيبه 28179 من حيث الاكتشاف.

## الوصف
اكتُشف 281791998WR في 18 نوفمبر 1998 في مرصد أويزومي الفلكي، الواقع في أويزومي، محافظة غونما في اليابان، بواسطة عالم الفلك الياباني تاكاو كوباياشي. وقد رصد المشروع 2,230 مشاهدة للكويكب إلى غاية 5 فبراير 2022 بتوقيت منطقة المحيط الهادئ، أي في مدة قدرها 15,800 يومًا (43.3 عام). تستغرق الفترة المدارية للكويكب 1,200 يومًا (3.3 عام).

## الخصائص المدارية
يتميز مدار هذا الكويكب بنصف محور رئيسي يبلغ 2.21 وحدة فلكية، وحضيض قدره 1.95 وحدة فلكية، وانحراف قدره 0.118 وزاوية ميلان 4.49 درجة بالنسبة لمسار الشمس. بسبب هذه الخصائص، أي نصف المحور الرئيسي بين 2 و3.2 وحدة فلكية وحضيض أكبر من 1,666 وحدة فلكية، يُصنف هذا الجُرم الفلكي وفقًا لقاعدة بيانات مختبر الدفع النفاث لأجرام النظام الشمسي الصغيرة كائنًا من حزام الكويكبات الرئيسي.

## وصلات خارجية
- (28179) 1998 WR1 في قاعدة بيانات مختبر الدفع النفاث لأجرام النظام الشمسي الصغيرة

- الاكتشاف · مخطط المدار ·  العناصر المدارية · المعلمات المادية

- (28179) 1998 WR1 على موقع ويكي سكاي: DSS2, SDSS, GALEX, IRAS, Hydrogen α, X-Ray, Astrophoto, Sky Map, Articles and images